# Charles Howard Hinton
Charles Howard Hinton (1853 – 1907) fue un matemático británico y escritor del género de ciencia ficción denominado romances científicos. Estaba interesado en el concepto de cuarta dimensión. Se le conoce por acuñar la palabra teseracto (tesseract en inglés) para su sistema de visualización de geometría en varias dimensiones. También mostró un gran interés por la teosofía.

## Biografía
Hinton fue condenado por bigamia por casarse con Mary Ellen (hija de Mary Everest Boole y George Boole, el fundador de la lógica matemática) y Maud Wheldon. Sólo pasó un día en prisión, tras el que se trasladó con Mary Ellen primero a Japón en 1886 y más tarde junto a la Universidad de Princeton en 1893, donde fue profesor de matemáticas.

## La cuarta dimensión
En un artículo de 1880 titulado “What is the Fourth Dimension?” (“¿Qué es la cuarta dimensión?”), Hinton sugería que los puntos que se movían a lo largo de las tres dimensiones podían concebirse como secciones consecutivas de líneas cuatridimensionales atravesando un plano tridimensional, una idea que anticipó la noción de línea de universo y del tiempo como cuarta dimensión (aunque Hinton no lo propuso explícitamente, pues el artículo trataba principalmente de la posibilidad de una cuarta dimensión espacial), que aparecieron más tarde en la teoría de la relatividad especial de Einstein. Hinton introdujo posteriormente un sistema de cubos coloreados mediante cuyo estudio, según aseguraba, era posible aprender a visualizar el espacio cuatridimensional (Casting out the Self, 1904). Aparecieron rumores de que estos cubos hicieron enloquecer a varias personas.
Hinton acuñó muchos neologismos para describir elementos en la cuarta dimensión. De acuerdo con el Oxford English Dictionary, fue el primero en emplear la palabra tesseract en su libro Una nueva era del pensamiento. También inventó las palabras “kata” (del griego “abajo”) y “ana” (del griego “arriba”) para describir las dos direcciones opuestas en la cuarta dimensión, equivalentes a derecha-izquierda, arriba-abajo, y adelante-atrás.

## Obras
- Scientific Romances: First and Second Series, orig. 1884 y 1885, reimpreso en 1976 con introducción de James Webb, Arno Press, ISBN 0-405-07954-0
- The Fourth Dimension, orig. 1904, 1912 by Ayer Co., Kessinger Press reprint, ISBN 0-405-07953-2, versión escaneada disponible en the Internet Archive
- Speculations on the Fourth Dimension: Selected Writings of Charles H. Hinton, editado popr Rudolf Rucker, 1980, Dover Publications, ISBN 0-486-23916-0 (incluye una selección de Scientific Romances, The Fourth Dimension, "The Recognition of the Fourth Dimension" del boletín de la Philosophical Society of Washington de 1902, y extractos de An Episode on Flatland)

## Alusiones en la cultura popular
- Charles Howard Hinton es el personaje protagonista de Un genio olvidado (Un rato en la vida de Charles Howard Hinton), de Carlos Atanes, obra de teatro estrenada en Madrid en 2015 que especula acerca de lo que podría haber ocurrido en el domicilio del matrimonio Hinton un día de 1893.

- Se hace mención a su persona en la novela gráfica From hell de Alan Moore y Eddie Campbell, cuando el padre de Howard, lo menciona y comenta que su hijo publicará en breve un opúsculo titulado "¿Qué es la cuarta dimensión?"
- En torno a su figura gira la mayor parte del capítulo 30 de la novela Solenoide del escritor rumano Mircea Cărtărescu.
- Se le cita como inspirador de la obra "La Máquina del Tiempo" de H.G. Wells en el capítulo XIII de la novela "El Mapa del Tiempo" de Félix J. Palma.
- Participa en la construcción del planeta Tlön en el cuento Tlön, Uqbar, Orbis Tertius, de Jorge Luis Borges.
- Es también en el cuento There are more things donde Borges señala "los falaces cubos de Hinton".
- En el libro Borges, esplendor y derrota, biografía de Jorge Luis Borges por María Esther Vázquez (Tusquets, 1996), se narra que Borges, muchos tiempo después de la publicación del cuento Examen de la obra de Herbert Quain, Borges admite que hay influencia directa de Hinton en ese cuento: como por ejemplo los gráficos y los esquemas aparecidos y el modelo de juego en la novela ficticia Abril March.

## Edición en castellano
- Edwin A. Abbott, Charles H. Hinton, Claude Bragdon (2023). De planilandia a la cuarta dimensión. Edición Jacobo Siruela. Cartoné, 376 páginas, 150 imágenes en blanco y negro, colección Imaginatio vera 160. Vilaür: Ediciones Atalanta. ISBN 978-84-126014-5-9.